# Cour-et-Buis
Cour-et-Buis ist eine französische Gemeinde mit 926 Einwohnern (Stand: 1. Januar 2022) im Département Isère in der Region Auvergne-Rhône-Alpes; sie gehört zum Arrondissement Vienne und zum Kanton Roussillon. Die Einwohner werden Courtois genannt.

## Geografie
Die Gemeinde Cour-et-Buis liegt  am Fluss Varèze, etwa 16 Kilometer südöstlich von Vienne. Umgeben wird Cour-et-Buis von den Nachbargemeinden Eyzin-Pinet im Norden, Meyssiez im Nordosten und Osten, Saint-Julien-de-l’Herms im Osten, Primarette im Südosten und Süden sowie Montseveroux im Westen.

## Bevölkerungsentwicklung
| Jahr                       | 1962 | 1968 | 1975 | 1982 | 1990 | 1999 | 2006 | 2013 | 2021 |
| Einwohner                  | 407  | 408  | 424  | 497  | 571  | 726  | 820  | 850  | 932  |
| Quellen: Cassini und INSEE |      |      |      |      |      |      |      |      |      |

## Sehenswürdigkeiten

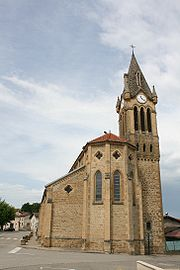
Kirche Saint-Martin

- Kirche Saint-Martin
- Kapelle Saint-Jean-Baptiste